# TOKYO COLORS
トウキョウ カラーズ（Tokyo Colors）は、東京都制作の観光ビデオ、観光ガイドブック、またはテレビ番組名である。
キャッチコピーは『おもしろTOKYO（Exciting Tokyo）』（通称『おもTO』）。コンセプトは『映像で楽しむ美しき東京』。

## 概要
本映像は、主に東京都のホームページにてネット配信され、テレビ（地上波・BS放送）にて放映。同じ日本語14分バージョンでもネット配信版とテレビ放映版では微妙に内容が差し替えられている。
元々は、「2016年夏季オリンピック」の東京招致を目的としたビデオクリップとして制作されたもので、後に再編集されたものがネット配信やテレビ放映された。招致審査中は、キャッチコピーの後に『2016年のオリンピックを東京で』という件が表示されていたが、落選が報じられた抽選日当日以降は件のカットされた、『おもしろTOKYO』が表示されたままフェードアウトするものに差し替えられた。

## ネット配信
14分と4分の2バージョン × 各言語分がある。
- 日本語・英語・中国語（簡体字・繁体字対応）・韓国語・フランス語・スペイン語・ドイツ語・イタリア語

## 放送局
TOKYO MX
「ヒーリングタイム&ヘッドラインニュース」として放送。14分版が数回繰り返されるが、放送時間が終わると途中でも終了となる。デジタル：画角16:9映像、アナログ：レターボックス放送。
- 2009年1月19日 - 3月31日
  - 月曜 - 木曜・土曜 28時00分、木曜 28時30分
- 2009年3月2日 - 10月2日
  - 月曜 - 金曜 12時00分 - 12時29分

デジタルS2のみ、SD画質。
- 2009年4月1日 - 10月2日
  - 月曜 - 金曜 20時00分 - 21時00分

デジタルS2のみ、SD画質。「東京シティ競馬中継」放送時は休止。
- 2009年4月1日 - 10月31日
  - 月曜 - 土曜 28時00分 - 28時29分

「ブルームバーグNEWS」終了の時間調整により。金曜枠追加は「フィッシング・ナウ2」の移動により。
- 2009年11月2日 - 
  - 月曜 - 金曜 11時20分 - 11時30分

デジタルS2のみ、SD画質。ただし放送枠が10分しかないため最後まで放送されない。
- 2009年11月3日 - 
  - 火曜 27時00分 - 27時30分
- 2009年11月9日 - 
  - 月曜 - 金曜 21時00分 - 21時30分

デジタルS2のみ、SD画質。「東京シティ競馬中継」放送時は休止。

BS11
不定期放送。

## 他媒体
- 観光ガイドブックとして東京都庁にて物品販売も行なわれている[2]。
- 日本航空（JAL）のパーソナルテレビ、またはMAGICⅢ搭載機にて、映像配信が行われている。

## スタッフ
- 監督・撮影：高崎勝二[3]
- 音楽・作曲：松谷卓[4]
- 観光ガイドブック編集：江本多佳子[5]
- 観光ガイドブック制作：世界文化社家庭画報国際版編集部。